# Forêts pluviales de montagne des Ghats occidentaux du Sud
Les forêts pluviales de montagne des Ghats occidentaux du Sud (South Western Ghats montane rain forests en anglais) forment une écorégion d'Inde du Sud. Elles sont plus froides et humides que les forêts décidues humides des Ghats occidentaux du Sud. Cette écorégion est la plus riche d'Inde et abrite de nombreuses espèces endémiques. Elle couvre 22 600 km2. Les Ghats interceptent les vents humides venant de la mer d'Arabie, et les précipitations s'élèvent à 2 800 mm/an.

## Flore
35 % des espèces de plantes sont endémiques de l'écorégion. 
La plus grande partie de l'écorégion est couverte par la forêt humide et sempervirente. Les arbres forment généralement une canopée à 15 ou 20 m de haut. Les forêts sont riches en plantes épiphytes, particulièrement en orchidées. Les arbres caractéristiques de la canopée sont Cullenia exarillata, Mesua ferrea, Palaquium ellipticum, Gluta travancorica, et Nageia wallichiana.
La deuxième plus grande partie de l'écorégion est couverte par la prairie, à une altitude allant de 1 900 à 2 220 m. La partie la plus haute est couverte par de petits arbres, généralement Pygeum gardneri, Schefflera racemosa, Linociera ramiflora, Syzygium spp., Rhododendron nilgiricum, Mahonia nepalensis, Elaeocarpus recurvatus, Ilex denticulata, Michelia nilagirica, Actinodaphne bourdellonii, et Litsea wightiana. En dessous on trouve des buissons denses.

## Faune
La région a aussi une faune très riche avec un haut taux d'endémisme : sur 78 espèces de mammifères, 10 sont endémiques. Cette écorégion abrite la plus grande population d'éléphants en Inde, ainsi que d'autres espèces menacées comme le tigre (Panthera tigris), le léopard (Panthera pardus), l'ours lippu (Melursus ursinus), le gaur (Bos gaurus), et le dhole (Cuon alpinus). Le ouandérou (Macaca silenus) et le semnopithèque du Nilgiri (Trachypithecus johnii) sont deux espèces de primates endémiques en danger. 
90 des 484 reptiles d'Inde sont endémiques de l'écorégion avec 8 genres endémiques (Brachyophidium, Dravidogecko, Melanophidium, Plectrurus, Ristella, Salea, Teretrurus, et Xylophis). 50 % des amphibiens d'Inde sont endémiques à cette région, avec 6 genres endémiques (Indotyphlus, Melanobatrachus, Nannobatrachus, Nyctibatrachus, Ranixalus, and Uraeotyphlus).

## Zones protégées
Depuis 1997, treize zones sont protégées, couvrant une superficie de 3 200 km² :
- Aralam Wildlife Sanctuary (en), Kerala (50 km²)
- Brahmagiri Wildlife Sanctuary (en), Karnataka (190 km²)
- Parc national d'Eravikulam (Eravikulam National Park), Kerala (97 km², en partie avec les forêts décidues humides des Ghats occidentaux du Sud)
- Grass Hills National Park (en), Tamil Nadu
- Idukki National Park, Kerala (80 km²)
- Anamalai Tiger Reserve, Tamil Nadu (600 km², en partie avec les forêts décidues humides des Ghats occidentaux du Sud.)
- Kalakkad Mundanthurai Tiger Reserve (en), Tamil Nadu (290 km²)
- Karian Shola National Park (en), Tamil Nadu
- Karimpuzha National Park (en), Kerala (230 km²)
- Megamalai Wildlife Sanctuary (en), Tamil Nadu (120 km², en partie avec les forêts décidues humides des Ghats occidentaux du Sud. )
- Parc national de Mukurthi (Mukurthi National Park), Tamil Nadu (60 km²)
- Parambikulam Wildlife Sanctuary (en), Kerala (260 km²)
- Parc national de Periyar (Periyar National Park), Kerala (540 km², forêts décidues humides des Ghats occidentaux du Sud.)
- Sanctuaire de la faune sauvage de Pushpagiri (Pushpagiri Wildlife Sanctuary), Karnataka (60 km², en partie avec les Forêts pluviales de montagne des Ghats occidentaux du Nord)
- Peppara Wildlife Sanctuary (en), Kerala (40 km², en partie avec les forêts décidues humides des Ghats occidentaux du Sud.)
- Shenduruny Wildlife Sanctuary (en), Kerala (300 km²)
- Parc national de Silent Valley (Silent Valley National Park), Kerala (110 km²)
- Sanctuaire de la faune sauvage de Talakaveri (Talakaveri Wildlife Sanctuary), Karnataka (250 km²)
- Topchanchi Wildlife Sanctuary (en), Jharkhand